# موستشوبس

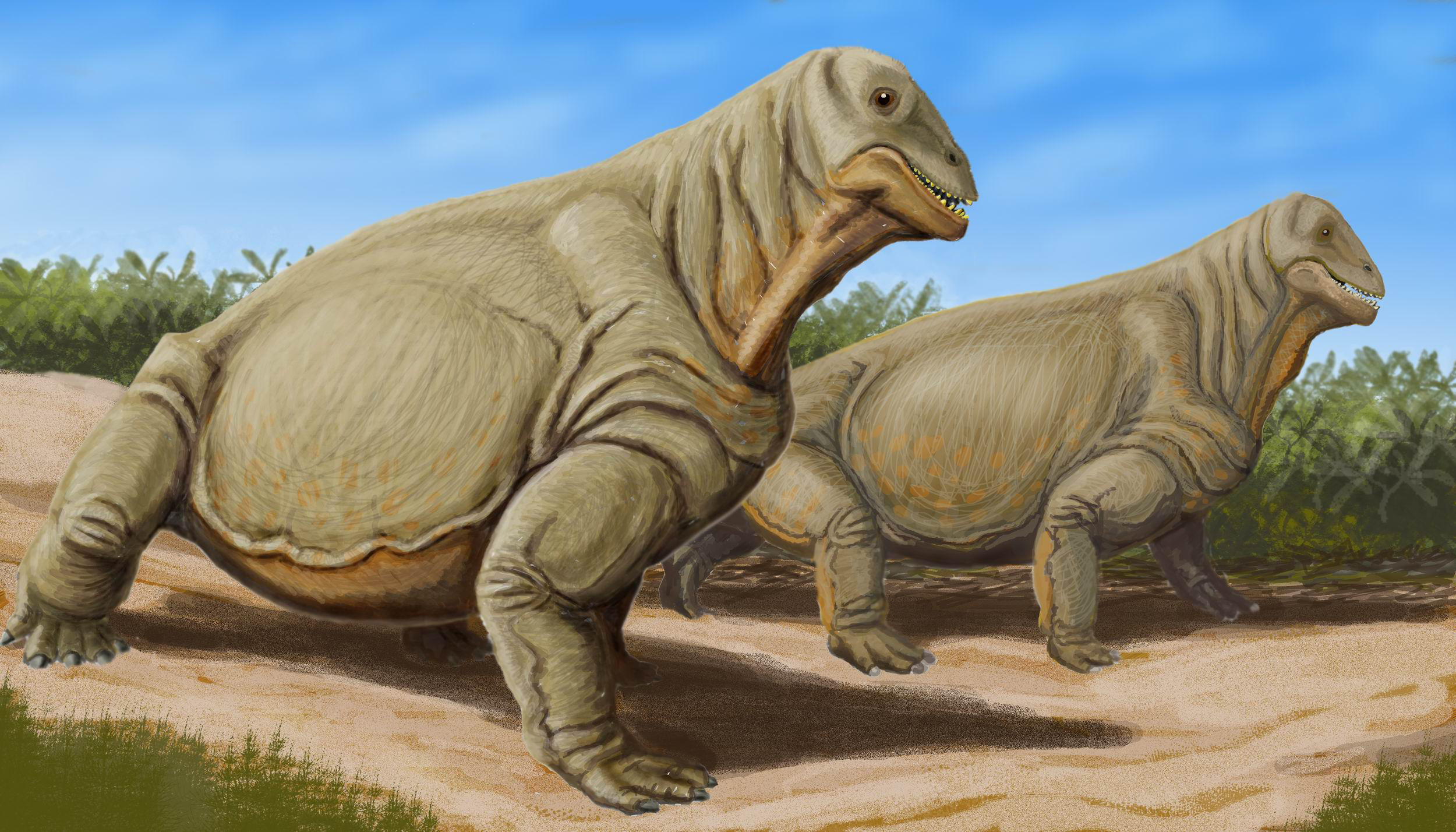
إعادة إنشاء الموستشوپس

الموستشوپس أو الموسشوپس أو الموسكوپس (Moschops، يعني «وجه العجل» باليونانية) هو جنس منقرض من الثيرابسيد عاش خلال عصر البرمي (مرحلة الجوادالوبي) منذ حوالي 265-260 مليون سنة مضت، الثيرابسيديات هي سينابسيديات حيث أنها كانت هي الحيوانات المهيمنة على اليابسة في وقت واحد، تم العثور على بقاياها في منطقة كارو في جنوب أفريقيا.

## وصلات خارجية
- Moschops, pictures and a brief overview
- Tapinocephalidae at Paleos.com